# 深圳大学经济学院
深圳大学经济学院成立于1997年5月，由原经济系、国际金融贸易系和特区港澳经济研究所组建而成。

## 历史沿革
- 1983年，深圳大学建校，国际金融本科专业、经济管理系创立。
- 1985年，深圳大学会计学专业成立。经济管理系分设经济系和管理系。
- 1987年，经济系分设国际金融贸易系。
- 1997年，深圳大学经济学院成立，单独设立会计系并下设会计学和统计学专业，经济系下设运输经济专业。
- 1998年，运输经济专业更名为经济学专业，金融学专业获硕士研究生招生资格。
- 1999年，国际金融本科专业改为金融学专业。
- 2001年，经济学系增设交通运输专业。
- 2002年，金融学系被评为省级名牌专业。
- 2005年，交通运输专业被物流管理专业替代。
- 2006年，统计学专业从会计系分离，物流管理专业独立建系。
- 2010年，获国际商务专业硕士（MIB）研究生招生资格。
- 2011年，新增理论经济学一级学科博士点[1]。
- 2014年，深圳大学经济学院整体进入一本招生[2]。
- 2021年，6月，新增经济学卓越班招生，实行本研一体化培养[3]；8月，深圳大学丽湖校区二期投入使用，经济学院整体搬迁至丽湖校区[4]。
- 2022年，2月，新增供应链管理本科专业，取代物流管理本科专业[5]。
- 2024年，11月，经济学与商学成为深圳大学第二十个进入ESI全球排名前1%的学科。

## 管理团队
| 院长 - 郑尊信 | 党委书记 - 鲁志国 |

| 党委副书记、纪委书记 - 张颖 | 副院长 - 赵登峰 | 副院长 - 朱福敏 | 副院长 - 李猛 | 副院长 - 弋泽龙 | 院长助理 - 侯富强 |

## 专业设置
| 学系             | 本科专业                                                                       | 硕士专业                                              | 博士专业                                           |
| ---------------- | ------------------------------------------------------------------------------ | ----------------------------------------------------- | -------------------------------------------------- |
| 会计学系         | 会计学 - 会计学 - ACCA国际会计创新班                                           | 会计学（学术学位） 会计（专业学位，非全日制）         | 理论经济学（学术学位，与中国经济特区研究中心合作） |
| 经济学系         | 经济学 - 经济学 - 卓越班                                                       | 理论经济学（学术学位）                                | 理论经济学（学术学位，与中国经济特区研究中心合作） |
| 金融学系         | 金融学 - 金融学 - 数字金融实验班 - CFA特许金融分析师班                         | 应用经济学（学术学位） 金融（专业学位，非全日制）     | 理论经济学（学术学位，与中国经济特区研究中心合作） |
| 国际经济与贸易系 | 国际经济与贸易 - 国际金融与贸易 - 国际经贸与英语实验班（与外国语学院联合培养） | 应用经济学（学术学位） 国际商务（专业学位）           | 理论经济学（学术学位，与中国经济特区研究中心合作） |
| 供应链管理系     | 供应链管理                                                                     | 应用经济学（学术学位） 数字经济（专业学位，非全日制） | 理论经济学（学术学位，与中国经济特区研究中心合作） |
| 风险管理与保险系 | 金融学 - 投资科学国际接轨班（创新班） - 金融风险管理班（创新班）               | 应用经济学（学术学位） 数字经济（专业学位，非全日制） | 理论经济学（学术学位，与中国经济特区研究中心合作） |
| 统计学系         | 无                                                                             | 统计学（学术学位） 应用统计（专业学位）               | 理论经济学（学术学位，与中国经济特区研究中心合作） |

## 组织机构

### 院系
- 会计学系
- 经济学系
- 金融学系
- 国际经济与贸易系
- 供应链管理系
- 风险管理与保险系
- 统计学系

### 学院委员会
- 教授委员会
- 学术委员会
- 人力资源工作委员会
- 学位评定分委员会
- 教学指导分委员会

### 行政机构
- 学院办公室
- 党委办公室
- 教务室
- 实验中心
- 培训部
- 研究生办公室
- 科研办公室
- 专硕教育中心
- 资料室
- 学生事务与发展生涯办公室
- JECR地区编辑部

### 科研机构
- 风险研究中心
- 互联网金融研究所
- 会计与财务研究所
- 社会稳定风险评估研究中心
- 数量经济与数据科学研究中心
- 湾区金融研究中心
- 物流研究所
- 质量经济发展研究院
- 中国交通经济研究所

## 学生组织
- 学生代表大会
- 团委
- 学生会
- 社团
  - 经济学院义工协会
  - 港澳台交流协会
  - Moneythink协会
  - 心理健康协会
  - 团队拓展协会
  - 会计协会
  - 荔园英语学社ECSU